# Arundinoideae
Arundinoideae — підродина родини злакових, що включає рівно 40 видів (з них 1 вимерлий), згідно з Plants of the World Online. На відміну від багатьох інших представників клади трав PACMAD, всі Arundinoideae використовують C3-фотосинтез. Їхня сестринська група — підродина Micrairoideae.
Раніше Arundinoideae були досить великими в старих таксономічних системах, налічуючи понад 700 видів, але більшість з них були переміщені в інші підродини після філогенетичного аналізу. Зараз види поділяються на 16 родів і дві триби.
В Україні ростуть: Molinia arundinacea (сумнівно рідний вид), безколінець блакитний (Molinia caerulea) та очерет звичайний (Phragmites australis); арундо тростинний (Arundo donax) є інтродукованим у Криму.

## Триби й роди
Arundineae
- Amphipogon (syn. Diplopogon)
- Arundo
- Dregeochloa
- Monachather

Molinieae
Subtribe Crinipinae
- Crinipes
- Elytrophorus
- Pratochloa
- Styppeiochloa

Subtribe Moliniinae
- Hakonechloa
- Molinia
- Moliniopsis
- Phragmites

incertae sedis
Leptagrostis
Piptophyllum
Zenkeria